# Альбігойці

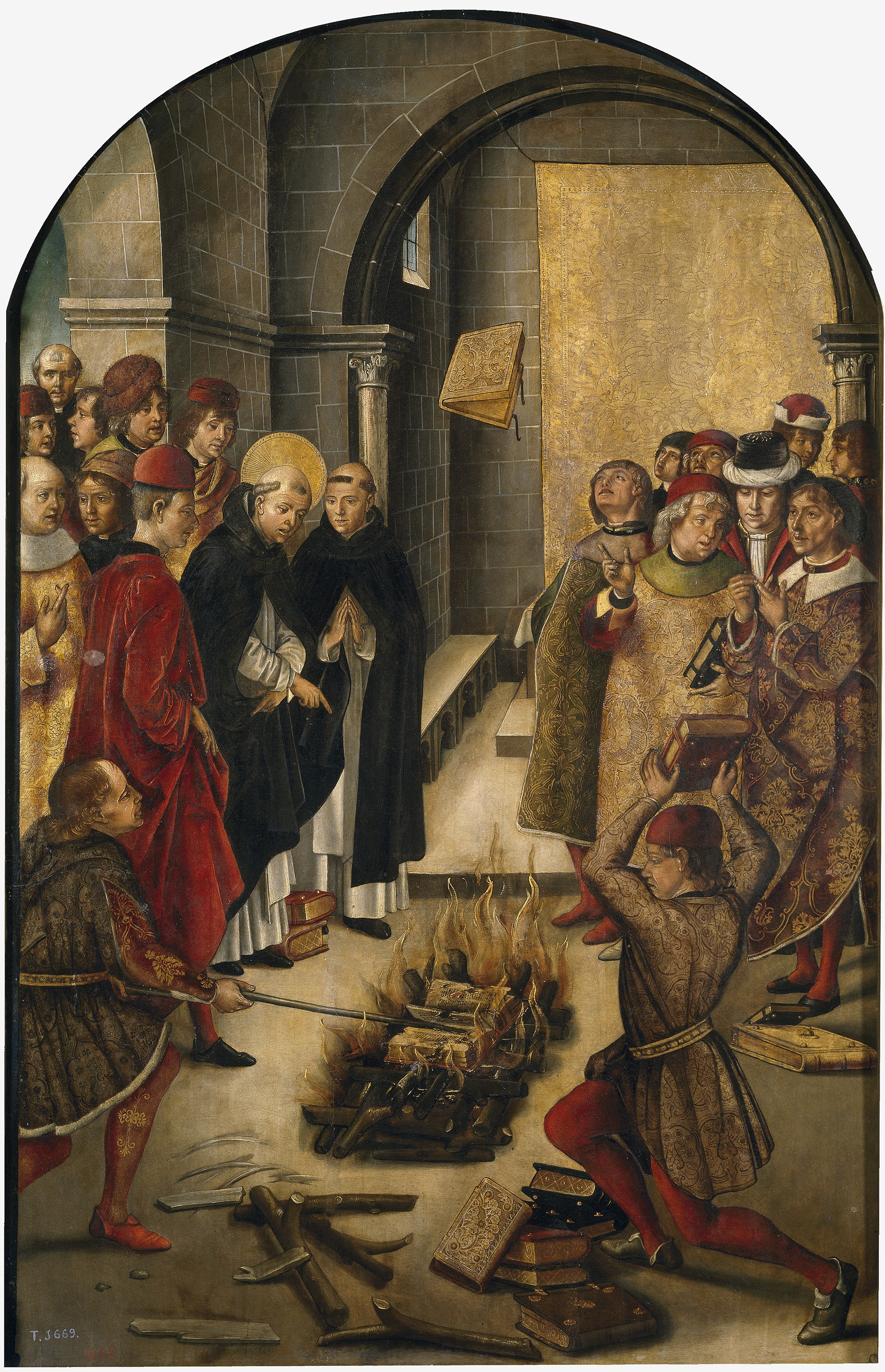
Полотно Педро Берругвета (Pedro Berruguete) «Диспут поміж Св. Домініком та альбігойцями». Книги обох груп були кинуті у вогонь, проте книги домініканців чудесним чином не згоріли.

Альбіго́йці (фр. Albigeois) — прихильники вчень катарів та вальденсів доби Середньовіччя (ХІІ-ХІІІ ст.) в Південній Франції, центром яких стало місто Альбі, звідки й пішла його назва.
Виступали проти догматів католицької церкви, церковного землеволодіння і десятини, закликали повернутися до християнства апостольських часів, самі вели просте, моральне і самотнє життя. Проголосивши католицьку церкву творінням диявола, вони накликали на себе переслідування з її боку.
Серед альбігойців було чимало світських феодалів, які хотіли заволодіти церковними землями та зберегти політичну незалежність півдня Франції (сепаратизм). Католицька церква вважала альбігойців за єретиків. Поширення альбігойства посилило тертя з католицизмом, що спричинило альбігойські війни (Франція).

## Історична довідка
Термін з'явився вперше у «Хроніці» письменника та історика Ж. дю Брейля (ХІІ ст.). За тих часів альбігойцями називали саме катарів Південної Франції, в Італії подібний рух мав назву Патарія.

### Становлення катарського руху
У першій третині ХІ століття перші катари з'являються у Франції: у Вертусі в Шампані (близько 1000 року), Тулузі (1017), Орлеані (1022), а також в Монтефорте в Італії (1034). У другій половині того ж століття григоріанські реформи викликали помітний спад руху, але за цим стався новий його підйом. Послідовники вчення катарів сформували одне з найбільших мирянських релігійних течій середньовіччя і вважалися співзасновниками руху за бідність. Після 1100 р. цей рух швидко поширився: на Антверпен, Левен і Брюгге з 1110 по 1115 рік, Суассон (1114), Утрехт (1135), Льєж (1135), Кельн (1143), Безансон (1163), Трір (1164), Везле (1167), Аррас (1172), Реймс (1180), Труа (1200), Лондон (1210), Страсбург (1211).
З 1155 року катарський рух також поширюється Італією. Протягом декількох десятиліть італійські катари розділилися на кілька місцевих церков, які підтримували зв'язки з церквами богомилів на сході. Близько 1200 року частина катарів в Конкореццо, послідовників єпископа-катара Назарія (конкорезенці) відокремилися від послідовників Дезидерія. Близько 1230 року альбігойці розділилися на школи послідовників Белесманци і Джованні ді Луджо, в колі яких була написана робота катарів «Liber de duobus principiis» («Книга двох принципів»).

Карта з маршрутами замків катарів (сині квадрати та лінії) на півдні Франції на рубежі ХІІІ століття

У Німеччині катарів можна простежити у Кельні, починаючи з 1143 р. До 1200 року рух вже охопив великі території між Рейном і Піренеями. Утворилися великі громади, особливо в Окситанії та північній Італії. 1167 року в Сен-Фелікс де Караман відбувся синод катарів південної Франції. Там голова, Никита, ймовірно, богомільський священик зі Східної Римської імперії (Візантії), нав'язував сильніший дуалізм, оснований на східній моделі, і заохочував утворення єпископатів. Рух катарів перетворився на власну церкву. У найважливішому районі катарів, Лангедоку в Окситанії на півдні Франції, було засновано чотири єпархії (Альбі, Ажен, Тулуза, Каркассон). Шість єпархій також були створені у другому важливому центрі катарів, північній Італії (особливо в Ломбардії).
Катари мали свій основний ареал поширення в південному французькому регіоні, де їх дуже поважали, особливо при аристократичних дворах, серед іншого тому, що в цій області не було вищої влади, крім дрібних князів, і церква катарів надавала позитивний вплив своєю справжньою мораллю і матеріальною скромністю. Крім того, населення районів, контрольованих катарами, не повинно було платити десятину як церковний податок. У перші дні руху багато представників вищого класу, включаючи могутніх графів Тулузи, симпатизували катарам. Пізніше катари також з'явилися в інших частинах Італії, Сицилія, Рейнська область, Австрія, Іспанія, Англія та деякі скандинавські країни.

### Перші контрзаходи церкви
Церковні закони, спрямовані проти альбігойців і прийняті Третім Латеранським собором (1179), ознаменували початок діяльності середньовічної інквізиції.
Відмовившись визнати владу папи, катари накликали на себе гнів католицької церкви. Вони вважали, що хрест є символом зла і людських мук, заперечували торгівлю святими мощами — в той час надзвичайно прибуткове джерело доходів католицької церкви. Святий престол не раз посилав у Лангедок посередників, таких як Бернар Клервоський, щоб підпорядкувати собі катарів, але так нічого і не домігся.

### Придушення руху

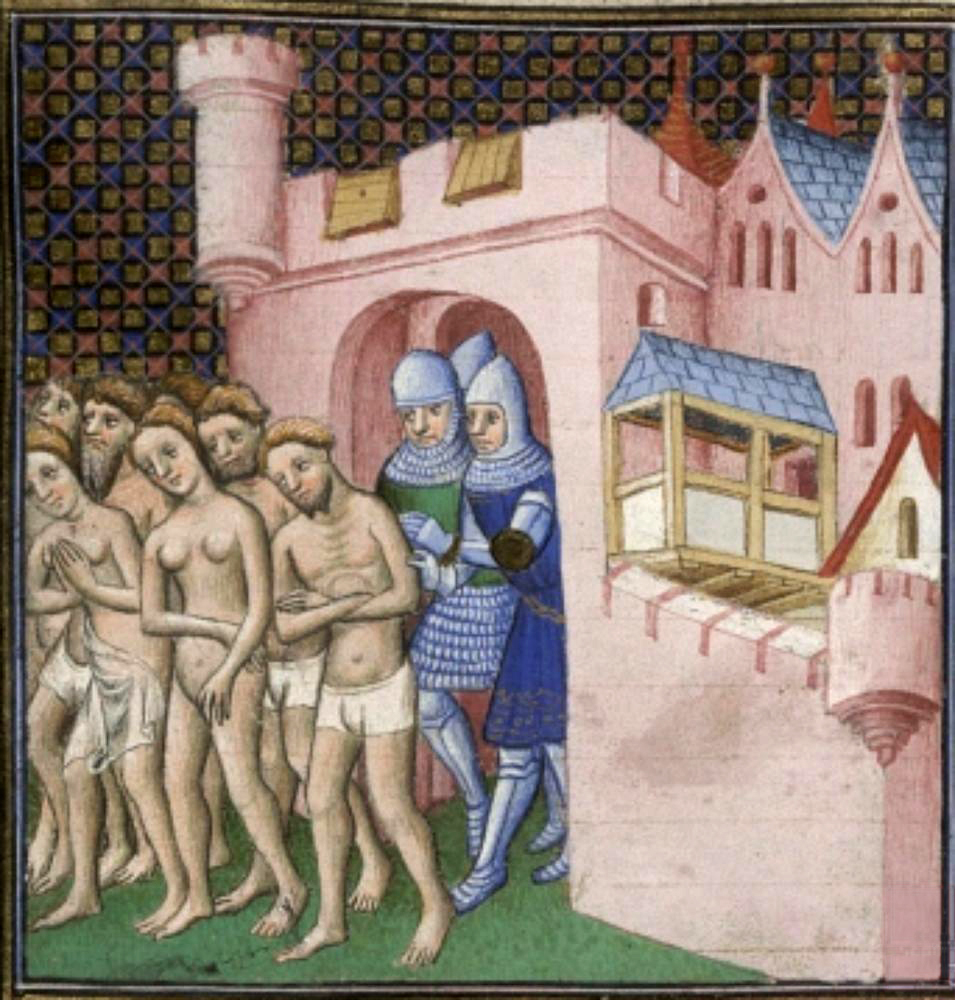
Вигняння катарів з Каркассону, 1209 р.

Рішення католицьких церковних соборів, зокрема, Турського собору (1163) і Третього Латеранського собору (1179), не мали більшого впливу на катарів. Коли папа Інокентій III прийшов до влади в 1198 році, він вирішив розібратися з ними.
Спочатку Папа римський Інокентій намагався мирно навернутися і відправив ряд легатів в області катарів. Їм довелося боротися не тільки з катарами, дворянами, які їх захищали, і з людьми, які їх поважали, але і з багатьма єпископами регіону, які обурювалися значною владою, яку Папа надав своїм легатам. 1208 року Папа Інокентій III закликав до хрестового походу проти катарів. Хрестовий похід, який отримав назву альбигойского (від назви нашого міста Аль-бі), тривав одинадцять років і остаточно завершився лише в 1255 році. Він відрізнявся надзвичайною жорстокістю та забрав тисячі людських життів, як катарів, так і звичайних християн. В цей час катари почали зміцнювати свої замки, такі як Монсегюр, розташований на півдні сучасної Франції, які зазвичай використовувалися як місця для колективних молитов. Під час хрестового походу Монсегюр перетворився на останній притулок катарів. 1243 року почалася облога Монсегюра, однак складний гірський рельєф не сприяв успіхам хрестоносців. Остаточно катари здалися 2 березня 1244 року.

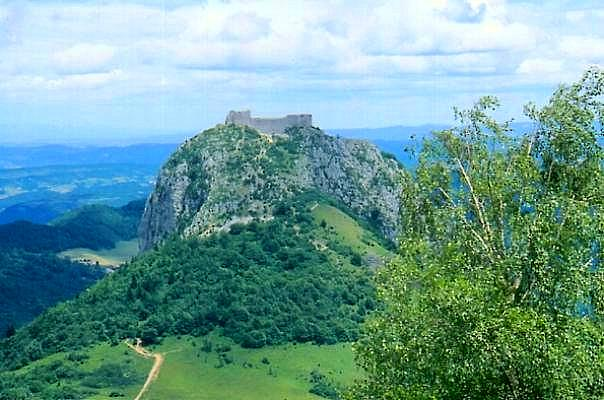
Вид на руїни замку Монсегюр

Це сталося після десяти місяців облоги. За цей час багато хто з повстанців взяли катарскую віру і приєдналися до захисників фортеці. Згідно з умовами капітуляції, катарам було дано 15 днів, щоб підготуватися до своєї долі. В ніч перед тим, як вони повинні були здатися, четверо катарів потай втекли з фортеці, забравши з собою катарські скарби. Досі достеменно не відомо, що це були за скарби, однак це питання не раз обговорювалося на сторінках численних книг. Висловлювалися припущення, що серед інших був і коштовний легендарний Святий Грааль, казкова «балакуча голова» тамплієрів, найважливіші предмети катарського релігійного культу, писання або, як припускають автори «Відкриття тамплієрів» Лінн Пикнетт і Клайв Прінс, цим найважливішим скарбом могли бути ці самі чотири катари. В день здачі фортеці усі 205 катарів, що перебували в стінах Монсепора, були виведені в гірську долину і спалені на вогнищах.
Після цього інквізиція зайнялася винищенням останніх вогнищ катарської єресі, розташованих у відрогах Піренеїв. Найбільш достовірне, що збереглися до наших днів свідоцтво — історія невеликого селища Монтель, жителі якого були допитані трибуналом інквізиції. 1320 року більшість катарських ватажків були проголошені єретиками і спалені на багатті. Це поклало край існуванню катарської церкви.
У 14 столітті рух альбігойців було ліквідовано. Від них залишилися потужні середньовічні замки-фортеці, зведені на вершинах гір та скель, які контролювали торговельні шляхи та військові дороги.
Термін «альбігойці» історики втім широко використовували до 1960, після чого здебільшого вживають термін «катари».

## Характеристика
Релігія альбігойців належить до дуалістичних релігійних течій, витоки якої у маніхействі. Альбігойці були переконані, що існують два начала: добре (Бог — творець духовного) і зле (диявол — творець матеріального). Світ, як і тіло людини, в якому міститься душа, матеріальні, отже, створені дияволом. Упродовж життя людина прагне очиститися, але одного життя на це не вистачить, тому альбігойці вірили в реінкарнацію.
Вони вважали Ісуса Христа лише одним із пророків і не поклонялися йому. Не сприймали хрест як святиню, оскільки він став засобом страти. Не визнавали дієвими сім таїнств католицької церкви, зокрема хрещення водою, замінивши його висвяченням. Стверджували, що молитися можна просто неба чи в будь-якому помешканні, тому храми не потрібні. Заперечували вчення про майбутнє на Страшному Суді, існування Пекла і Раю. Не визнавали церковної ієрархії, влади церкви й держави. У своїх твердженнях апелювали до Нового Завіту, оскільки Старий Завіт розцінювали як творіння диявола. Забороняли клятви, участь у війнах, смертну кару.
Серед альбігойців були «досконалі» та просто віряни. «Досконалі» проходили обряди духовного хрещення, яке наділяло правом проповідувати нову релігію, та публічного сповідання гріхів; дотримувалися обітниці цнотливості; були вегетаріанцями; не могли вбивати; мусили казати лише правду. Вірянам дозволялося одружуватися та мати власність. На чолі альбігойців стояли єпископи, яких обирали з-поміж «досконалих» і дияконів.